# Wyoming (filme)
Wyoming é um filme mudo estadunidense de faroeste de 1928 dirigido por W. S. Van Dyke e escrito por Ruth Cummings, Madeleine Ruthven e Ross B. Wills. Lançado em 24 de março de 1928 pela Metro-Goldwyn-Mayer, é estrelado por Tim McCoy, Dorothy Sebastian, Charles Bell, William Fairbanks e Chief John Big Tree.